# Tosanoides annepatrice
O anthias-de-palau (Tosanoides annepatrice), é uma espécie de anthias do gênero Tosanoides, nativo do Oceano Pacífico. Foi descrito em base de quatro exemplares coletados em recifes mesofóticos de Palau e Pohnpei, na região da Micronésia.

## Aparência
Um pequeno peixe de coloração viva, os machos apresentam manchas e barbatanas amarelas com um rosa brilhante em seu corpo e cauda, além de uma faixa vermelha. Já as fêmeas são totalmente amarelas com pequenos detalhes em roxo. Seu comprimento máximo é de 6,9 cm.

## Etimologia
O gênero Tosanoides vêm de uma forma de relacionado com o gênero Tosana, mas diferindo por ter uma barbatana dorsal com o primeiro, em vez do terceiro, espinho o mais longo, e linha lateral fazendo uma curva distinta abaixo dos últimos raios da barbatana dorsal. Annepatrice é uma homenagem a Anne Patrice Greene, mãe do segundo autor, pelo “apoio e incentivo que ela tem fornecido consistentemente à exploração "de seu filho" dos recifes de coral profundos da Micronésia”.

## Biologia
Grande parte de sua biologia é desconhecida, mas assim como os outros anthias, se alimentam de plâncton próximos a coluna d'água e seu principal habitat são os recifes mesofóticos profundos.

## Distribuição
São nativos do Oceano Pacífico, com ocorrência em Palau e em Pohnpei, Micronésia. Provavelmente seja encontrado em ilhas vizinhas, como nas Marianas do Norte.